# Dravograd község
Dravograd község (szlovén nyelven Občina Dravograd) Szlovénia 212 alapfokú közigazgatási egységének, azaz községének egyike a Koroška statisztikai régióban, az osztrák határ mentén. Adminisztratív központja Dravograd város. A településen a Dráva folyik keresztül. Területének nagy része a történelmi szlovén Karintia (Slovenska Koroška) régióhoz tartozott, bár déli és keleti területei a történelmi szlovén Sájerország (Štajersko) részét képezték.

## A községhez tartozó települések
A községhez Dravograd székhelyen kívül a következő települések tartoznak:
- Bukovje
- Bukovska Vas
- Črneče
- Črneška Gora
- Dobrova pri Dravogradu
- Gorče
- Goriški Vrh
- Kozji Vrh nad Dravogradom
- Libeliče
- Libeliška Gora
- Ojstrica
- Otiški Vrh
- Podklanc
- Selovec
- Šentjanž pri Dravogradu
- Sveti Boštjan
- Sveti Danijel
- Sveti Duh
- Tolsti Vrh pri Ravnah na Koroškem
- Trbonje
- Tribej
- Velka
- Vič
- Vrata

## Népesség
| Lakosok száma | 9029 | 9097 | 9046 | 9056 | 8934 | 8879 | 8932 | 8857 | 8849 | 8891 |
|               | 2008 | 2009 | 2011 | 2012 | 2013 | 2015 | 2016 | 2017 | 2019 | 2020 |